# Departamento Ancasti
Das Departamento Ancasti liegt im Süden der Provinz Catamarca im Nordwesten Argentiniens und ist eine der 16 Verwaltungseinheiten der Provinz.
Es grenzt im Norden an das Departamento El Alto, im Osten an das Departamento La Paz und im Westen an die Departamentos Capayán und  Valle Viejo.
Die Hauptstadt des Departamento ist das gleichnamige Ancasti.

## Städte und Gemeinden
Das Departamento Ancasti ist in folgende Orte (Localidades) aufgeteilt:
- Ancasti
- Anquincila
- La Candelaria
- La Majada

Hinzu kommen die Kleinstsiedlungen (Parajes):
| - Acostilla - Allegas - Ancastillo - Cañada de Ipizca - Cañada de Páez - Cañada Larga - Cañada Verde - Casa Quemada - Casas Viejas - Chiquero Viejo - Ciénaga de Abajo - Cóndor Huasi - Corral de Piedra - El Algarrobito - El Arbolito - El Chañaral - El Chorrito - El Chorro - El Comedero - El Huayco - El Mojón - El Mollar - El Piquillín | - El Potrero - El Quebrachal - El Saladito - El Sauce - El Saucesito - El Taco - El Talita - El Triguito - Higuera El Alumbre - Ipizca - La Brea - La Calera - La Corrida - La Cuchilla - La Estancia - La Higuerita - La Tigra - La Tunita - La Valentina - Las Bateas - Las Cañadas - Las Chacritas - Las Malvinas | - Las Mesadas - Las Ruditas - Los Maidanas - Los Membrillos - Los Mistoles - Los Mogotes - Los Piquillines - Los Quirquinchos - Navaguin - Orquera - Piedra Parada - Puesto La Morada - Puesto Mi Refugio - Puesto Sin Nombre - San Antonio - San Francisco - San José - Sauce Huacho - Tacana - Tres Sauces - Villa Real - Yerba Buena |